# Ранір (Міннесота)
Ранір (англ. Ranier) — місто (англ. city) в США, в окрузі Кучичинг штату Міннесота. Населення — 569 осіб (2020).

## Географія
Ранір розташований за координатами 48°36′43″ пн. ш. 93°20′50″ зх. д. / 48.61194° пн. ш. 93.34722° зх. д. (48.612073, -93.347325).  За даними Бюро перепису населення США в 2010 році місто мало площу 0,38 км², з яких 0,37 км² — суходіл та 0,01 км² — водойми. В 2017 році площа становила 2,80 км², з яких 2,77 км² — суходіл та 0,04 км² — водойми.

## Демографія
Згідно з переписом 2010 року, у місті мешкало 145 осіб у 70 домогосподарствах у складі 40 родин. Густота населення становила 384 особи/км².  Було 89 помешкань (236/км²).
Расовий склад населення:
| - 98,6 % — білих - 0,7 % — азіатів |

До двох чи більше рас належало 0,7 %. Частка іспаномовних становила 1,4 % від усіх жителів.
За віковим діапазоном населення розподілялося таким чином: 10,3 % — особи молодші 18 років, 60,0 % — особи у віці 18—64 років, 29,7 % — особи у віці 65 років та старші. Медіана віку мешканця становила 56,8 року. На 100 осіб жіночої статі у місті припадало 93,3 чоловіків;  на 100 жінок у віці від 18 років та старших — 91,2 чоловіків також старших 18 років.
Середній дохід на одне домашнє господарство  становив 85 153 долари США (медіана — 49 583), а середній дохід на одну сім'ю — 110 284 долари (медіана — 62 321). За межею бідності перебувало 3,2 % осіб, у тому числі 0,0 % дітей у віці до 18 років та 5,8 % осіб у віці 65 років та старших.
Цивільне працевлаштоване населення становило 210 осіб. Основні галузі зайнятості: науковці, спеціалісти, менеджери — 14,8 %, виробництво — 14,3 %, будівництво — 13,8 %.